# Tour de Bachtel
La tour de Bachtel est une tour en acier située au sommet du Bachtel, près de Hinwil en Suisse.

## Description
La tour de Bachtel est une tour hertzienne atteignant 60 mètres et possédant une plate-forme d'observation à 30 mètres du sol, accessible par un unique escalier.
La tour de Bachtel fut construite en 1985 et remplaça une tour d'observation en acier plus ancienne, qui fut démantelée et reconstruite sur la montagne de Pfannenstiel en 1992.